# Gauliga Niederrhein
Die Gauliga Niederrhein war eine von anfangs 16 Gauligen, die nach der nationalsozialistischen Machtergreifung 1933 anstelle der Bezirksligen als oberste Spielklassen in Deutschland eingeführt wurden.

## Geschichte

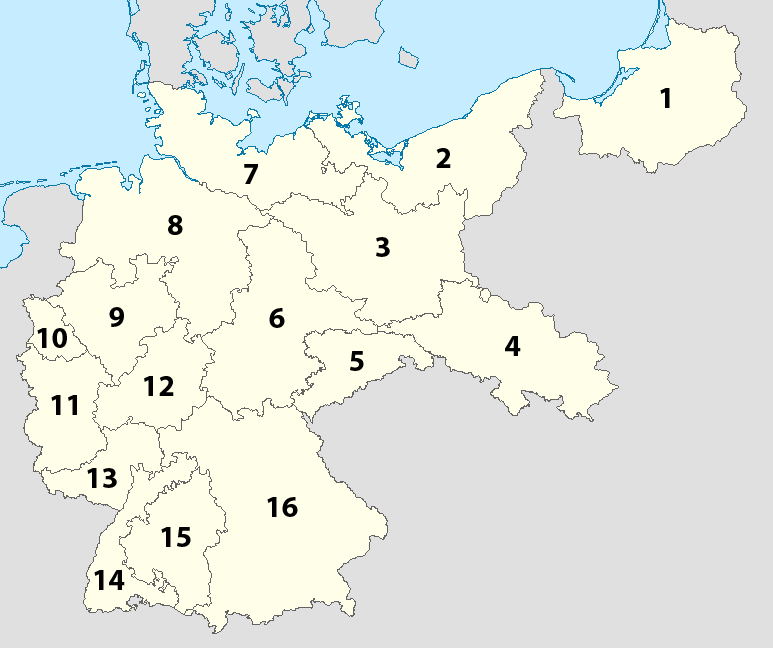
Die Gau-Einteilung 1933,
Nr. 10 = Niederrhein

Im Zuge der Gleichschaltung durch die Nationalsozialisten wurden im Jahr 1933 alle bisherigen Fußball-Verbände aufgelöst. Der Spielbetrieb wurde nun in vorerst 16 Fußballgauen organisiert und als höchste Spielklasse eine jeweils eingleisige Gauliga eingerichtet. Die 16 Gauligameister waren für die Endrunde um die deutsche Meisterschaft qualifiziert. Die Gauliga Niederrhein bestand aus Vereinen der ehemaligen Bezirksligen Niederrhein und Berg-Mark sowie gebietsweise aus den Bezirksligen Ruhr und Rhein des Westdeutschen Spiel-Verbandes.
Die Gauliga Niederrhein wurde während ihres Bestehens eingleisig ausgespielt. Zu Beginn waren zwölf Mannschaften in dieser vertreten, die Teilnehmeranzahl verringerte sich jedoch pro Saison um ein Verein, so dass mit Beginn der Saison 1935/36 zehn Teilnehmer antraten. Der Erstplatzierte wurde Gaumeister und war für die deutsche Fußballmeisterschaft qualifiziert, die beiden letzten Mannschaften stiegen ab. Anders als viele anderen Gauligen während des Zweiten Weltkrieges wurde die Gauliga Niederrhein bedingt durch ihre geringe regionale Ausdehnung nicht zusätzlich aufgespalten. Auch blieb die Teilnehmeranzahl konstant bei zehn Mannschaften bis zum Abbruch der Gauliga in der Saison 1944/45.
Die Gaumeister aus Niederrhein konnten auch bei der deutschen Fußballmeisterschaft einige Erfolge feiern, wenngleich es zu einem Meistertitel nicht gereicht hatte. Der VfL Benrath erreichte bei der deutschen Fußballmeisterschaft 1934/35 das Halbfinale. Nur eine Spielzeit später gelang Fortuna Düsseldorf der Einzug in das Finale zur deutschen Fußballmeisterschaft, bei dem sich die Düsseldorfer jedoch dem 1. FC Nürnberg mit 1:2 nach Verlängerung geschlagen geben mussten. 1937/38 wurde Düsseldorf Dritter der deutschen Fußballmeisterschaft.

## Gaumeister 1934–1945
| Saison  | Gaumeister Niederrhein    | Abschneiden deutsche Meisterschaft | Deutscher Meister         |
| ------- | ------------------------- | ---------------------------------- | ------------------------- |
| 1933/34 | VfL Benrath               | Gruppenzweiter Gruppe B            | FC Schalke 04             |
| 1934/35 | VfL Benrath               | Halbfinale                         | FC Schalke 04             |
| 1935/36 | Fortuna Düsseldorf        | Finale                             | 1. FC Nürnberg            |
| 1936/37 | Fortuna Düsseldorf        | Gruppenzweiter Gruppe D            | FC Schalke 04             |
| 1937/38 | Fortuna Düsseldorf        | Dritter                            | Hannover 96               |
| 1938/39 | Fortuna Düsseldorf        | Gruppenfinale Gruppe 2             | FC Schalke 04             |
| 1939/40 | Fortuna Düsseldorf        | Gruppenzweiter Gruppe 3            | FC Schalke 04             |
| 1940/41 | TuS Helene Altenessen     | Gruppendritter Gruppe 3            | SK Rapid Wien             |
| 1941/42 | Hamborn 07                | Qualifikationsrunde                | FC Schalke 04             |
| 1942/43 | Westende Hamborn          | Achtelfinale                       | Dresdner SC               |
| 1943/44 | KSG SpV/48/99 Duisburg    | Viertelfinale                      | Dresdner SC               |
| 1944/45 | kriegsbedingt abgebrochen | kriegsbedingt abgebrochen          | kriegsbedingt abgebrochen |

## Rekordmeister
Rekordmeister der Gauliga Niederrhein ist Fortuna Düsseldorf, welche die Gaumeisterschaft fünfmal gewinnen konnte.
|  | Verein                 | Titel | Jahr                         |
|  | ---------------------- | ----- | ---------------------------- |
|  | Fortuna Düsseldorf     | 5     | 1936, 1937, 1938, 1939, 1940 |
|  | VfL Benrath            | 2     | 1934, 1935                   |
|  | TuS Helene Altenessen  | 1     | 1941                         |
|  | Hamborn 07             | 1     | 1942                         |
|  | Westende Hamborn       | 1     | 1943                         |
|  | KSG SpV/48/99 Duisburg | 1     | 1944                         |

## Ewige Tabelle
Berücksichtigt sind alle Spiele der Gauliga Niederrhein zwischen den Spielzeiten 1933/34 und 1943/44. Die abgebrochene Spielzeit 1944/45 wurde nicht gewertet. Die Tabelle richtet sich nach der damals üblichen Zweipunkteregel.
| Pl. | Verein                           | Jahre | Sp. | S   | U  | N  | T+  | T-  | Diff. | Punkte  | Ø-Pkt. | Titel | Spielzeiten nach Kalenderjahren |
| --- | -------------------------------- | ----- | --- | --- | -- | -- | --- | --- | ----- | ------- | ------ | ----- | ------------------------------- |
| 1.  | Fortuna Düsseldorf               | 10    | 186 | 108 | 31 | 47 | 439 | 249 | +190  | 247:125 | 1,33   | 5     | 1933–42, 1943/44                |
| 2.  | SV Hamborn 07 A                  | 10    | 184 | 88  | 41 | 55 | 391 | 305 | +86   | 217:151 | 1,18   | 1     | 1933–43                         |
| 3.  | Schwarz-Weiß Essen               | 10    | 184 | 78  | 33 | 73 | 371 | 331 | +40   | 189:179 | 1,03   | -     | 1933–43                         |
| 4.  | VfL Benrath                      | 9     | 166 | 70  | 32 | 64 | 322 | 277 | +45   | 172:160 | 1,04   | 2     | 1933–39, 1941–44                |
| 5.  | TuS Duisburg 48/99 A B           | 9     | 166 | 69  | 32 | 65 | 314 | 321 | −7    | 170:162 | 1,02   | -     | 1933–35, 1936–43                |
| 6.  | Rot-Weiß Oberhausen A            | 8     | 144 | 60  | 24 | 60 | 261 | 249 | +12   | 144:144 | 1      | -     | 1934–38, 1939–43                |
| 7.  | Rot-Weiss Essen A                | 5     | 88  | 50  | 10 | 28 | 243 | 185 | +58   | 110:66  | 1,25   | -     | 1938–43                         |
| 8.  | Westende Hamborn                 | 5     | 88  | 41  | 20 | 27 | 195 | 131 | +64   | 102:74  | 1,16   | 1     | 1938–41, 1942–44                |
| 9.  | TuRU Düsseldorf                  | 7     | 126 | 40  | 19 | 67 | 202 | 304 | −102  | 99:153  | 0,79   | -     | 1935–42                         |
| 10. | TuS Helene Altenessen            | 4     | 70  | 40  | 8  | 22 | 216 | 140 | +76   | 88:52   | 1,26   | 1     | 1940–44                         |
| 11. | SSV Wuppertal C                  | 5     | 90  | 31  | 16 | 43 | 167 | 189 | −22   | 78:102  | 0,87   | -     | 1936–41                         |
| 12. | Duisburger FV 08 A               | 4     | 78  | 31  | 13 | 34 | 126 | 137 | −11   | 75:81   | 0,96   | -     | 1933–37                         |
| 13. | Preussen Krefeld                 | 4     | 78  | 25  | 13 | 40 | 140 | 182 | −42   | 63:93   | 0,81   | -     | 1933–37                         |
| 14. | Borussia München-Gladbach        | 3     | 60  | 21  | 16 | 23 | 98  | 112 | −14   | 58:62   | 0,97   | -     | 1933–36                         |
| 15. | Union 02 Hamborn A               | 3     | 54  | 12  | 9  | 33 | 64  | 111 | −47   | 33:75   | 0,61   | -     | 1935/36, 1937–39                |
| 16. | KSG SpV/48/99 Duisburg           | 1     | 18  | 15  | 2  | 1  | 64  | 19  | +45   | 32:40   | 1,78   | 1     | 1943/44                         |
| 17. | BV Altenessen 06                 | 2     | 40  | 8   | 12 | 20 | 74  | 117 | −43   | 28:52   | 0,7    | -     | 1933/34, 1937/38                |
| 18. | Rheydter Spielverein             | 2     | 42  | 8   | 12 | 22 | 56  | 100 | −44   | 28:56   | 0,67   | -     | 1933–35                         |
| 19. | KSG Rot-Weiß/Alstaden Oberhausen | 1     | 18  | 9   | 2  | 7  | 29  | 29  | ±0    | 20:16   | 1,11   | -     | 1943/44                         |
| 20. | Alemannia Aachen                 | 1     | 22  | 6   | 6  | 10 | 29  | 44  | −15   | 18:26   | 0,82   | -     | 1933/34                         |
| 21. | Gelb-Weiß Hamborn                | 1     | 18  | 6   | 4  | 8  | 26  | 33  | −7    | 16:20   | 0,89   | -     | 1943/44                         |
| 22. | KSG Rot-Weiß/BV 06 Essen         | 1     | 18  | 6   | 3  | 9  | 32  | 39  | −7    | 15:21   | 0,83   | -     | 1943/44                         |
| 23. | KSG SV 1907/Union 02 Hamborn     | 1     | 18  | 6   | 2  | 10 | 28  | 40  | −12   | 14:22   | 0,78   | -     | 1943/44                         |
| 24. | Schwarz-Weiß Wuppertal           | 1     | 22  | 6   | 2  | 14 | 46  | 70  | −24   | 14:30   | 0,64   | -     | 1933/34                         |
| 25. | Homberger SV                     | 1     | 20  | 5   | 3  | 12 | 26  | 28  | −2    | 13:27   | 0,65   | -     | 1934/35                         |
| 26. | Union Krefeld                    | 2     | 34  | 5   | 2  | 27 | 47  | 151 | −104  | 12:56   | 0,35   | -     | 1942–44                         |
| 27. | VfR Ohligs                       | 1     | 18  | 3   | 2  | 13 | 22  | 83  | −61   | 8:28    | 0,44   | -     | 1940/41                         |
| 28. | VfB 03 Hilden                    | 1     | 18  | 1   | 3  | 14 | 13  | 65  | −52   | 5:31    | 0,28   | -     | 1939/40                         |

## Reichsbundpokal
In den Gauauswahlwettbewerben war die Auswahlmannschaft Niederrheins mit zwei Titelgewinnen sehr erfolgreich.
| Saison  | Abschneiden Gauauswahlwettbewerb |
| ------- | -------------------------------- |
| 1933    | Viertelfinale                    |
| 1934    | Halbfinale                       |
| 1935    | Achtelfinale                     |
| 1935/36 | Achtelfinale                     |
| 1936/37 | Sieger                           |
| 1937/38 | Viertelfinale                    |
| 1938/39 | Viertelfinale                    |
| 1939/40 | Halbfinale                       |
| 1940/41 | Vorrunde                         |
| 1941/42 | Sieger                           |